# Viktor Banke
Viktor Banke, född 28 mars 1984 i Åhus i Skåne län, är en svensk försvarsadvokat som driver egen advokatbyrå. Han är specialiserad på brottmål. Han är även känd som opinionsbildare och författare till boken Andrum som handlar om flyktingkrisen 2015.

## Biografi
Banke är uppväxt i Åhus i Skåne län. Han avlade juristexamen (LL.M) vid Stockholms universitet 2013. Han har även läst kurser i kriminologi och statsvetenskap vid Lunds universitet. Efter studierna började han arbeta med arbetsrätt som ombudsman för fackförbundet Vision i drygt ett år. Han började sedan som biträdande jurist vid Nichols & Co Advokatbyrå och senare vid Advokatbyrån Thomas Bodström där han arbetade med asyl- och migrationsrätt. Han blev därefter advokat och delägare vid Advokatbyrån Dubio.
I oktober 2020 grundade Banke den egna advokatbyrån Advokat Banke, som är specialiserad på brottmål och humanjuridik.
Under 2021 var Banke den försvarsadvokat som tjänade mest i Sverige med nästan 11 miljoner kronor i årsarvode som offentlig försvarare.